# Campionat d'Europa d'atletisme de 2010
El Campionat d'Europa d'atletisme de 2010 (també conegut com a Barcelona 2010 o B10) fou la vintena edició del Campionat d'Europa d'atletisme organitzat sota la supervisió de l'Associació Europea d'Atletisme. Va tenir lloc a l'Estadi Olímpic Lluís Companys a Barcelona (Catalunya) del 27 de juliol a l'1 d'agost del 2010. La inauguració fou el 26 de juliol del 2010. Aquests foren els primers europeus d'atletisme que es van celebrar a Espanya.
Hi van participar 1.368 atletes de 50 nacions diferents, la xifra més alta aconseguida en un Europeu d'Atletisme fins al moment. Hi va haver unes 13.000 persones acreditades i uns 2.500 voluntaris. L'impacte econòmic previst per aquest esdeveniment a la ciutat de Barcelona fou d'uns 42 milions d'euros.
Una trentena d'atletes de les Illes Balears, el País Valencià i el Principat van competir al campionat, un terç del total d'atletes de la delegació espanyola.
Uns 240 Mossos d'Esquadra varen vigilar cada dia l'Estadi Lluís Companys, la seva zona d'influència i els carrers de la ciutat per on van passar les dues maratons i les finals de marxa. El comissari en cap de la Regió Policial Metropolitana Barcelona, Joan Carles Molinero, va explicar en unes declaracions que es tractà d'un dispositiu de seguretat conjunt en què hi van participar la Guàrdia Urbana, la Policia Nacional, la Guàrdia Civil, el SEM i els Bombers, així com Protecció Civil.
La primera prova que es realitzà va ser la dels 20 km marxa masculins on el rus Stanislav Emelianov va guanyar la primera medalla d'or que s'entregava en el campionat.
Aquests europeus, van comptar amb la jamaicana Merlene Ottey que va participar amb l'equip eslovè amb 50 anys. L'atleta va cometir en la prova dels 4x100 metres relleus femenins i d'aquesta manera es va convertir en l'atleta més vella de la història en participar en un Campionat d'Europa d'atletisme.
L'expedició sueca que participà en aquesta competició es va allotjar i entrenar a Palafrugell.
Després d'aquests Europeus, van augmentar les veus que deien que la ciutat de Barcelona va tenir més opcions de poder organitzar el Campionat del Món d'atletisme de 2015 on podria lluitar amb Pequín, Londres o Chorzów per ser la ciutat organitzadora.

## Inauguració
La inauguració, a les 21:50h del vespre, va ser a càrrec de Hansel Cereza, exmembre de La Fura dels Baus, i l'escenari principal va ser la Font màgica de Montjuïc on l'aigua va tenir el paper principal. Hi predominà la dansa i l'acrobàcia. En total va durar uns noranta minuts, vint dels quals varen ser la desfilada.
La cançó principal fou "Himno para Europa" composta pel músic madrileny Nacho Cano. Tot i que també es van poder escoltar dues cançons de Salvador Niebla.
L'acte es va poder seguir a través de quatre pantalles gegants instal·lades al llarg de l'Avinguda Maria Cristina de Barcelona i en directe per TV3, TV3 HD i Teledeporte, i a través d'Internet a elsesports.cat i a rtve.es.
La segona part de la inauguració va transcórrer amb l'obertura oficial a càrrec del president de l'EAA, Hansjörg Wirz; del president de la Generalitat, José Montilla; i de l'alcalde de Barcelona, Jordi Hereu, per a donar pas a la desfilada de les federacions participants i acabar amb un espectacle de focs artificials. Al final de la cerimònia, la banda de rumba catalana, La Troba Kung-Fú, oferí un animat concert.
Chema Martínez fou l'abanderat de la delegació espanyola a la desfilada.

## Federacions participants
Hi participaren un total de 50 federacions.
| - Albània (2) - Alemanya (74) - Andorra (6) - Armènia (3) - Àustria (15) - Azerbaidjan (5) - Bèlgica (32) - Belarús (42) - Bòsnia i Hercegovina (3) - Bulgària (21) - Croàcia (12) - Dinamarca (16) - Estònia (18) - Finlàndia (39) - França (70) - Geòrgia (2) - Gibraltar (1) | - Regne Unit (72) - Grècia (37) - Hongria (26) - Irlanda (46) - Islàndia (6) - Israel (18) - Itàlia (73) - Letònia (23) - Liechtenstein (1) - Lituània (25) - Luxemburg (1) - Macau (2) - Malta (2) - Moldàvia (6) - Mònaco (1) - Montenegro (2) | - Noruega (38) - Països Baixos (36) - Polònia (71) - Portugal (42) - Romania (33) - Rússia (105) - San Marino (2) - Sèrbia (10) - Eslovàquia (19) - Eslovènia (33) - Espanya (amfitrió) (88) - Suècia (41) - Suïssa (22) - Turquia (21) - Txèquia (40) - Ucraïna (62) - Xipre (12) |

Entre parèntesis: Número d'atletes

## Resultats de les proves masculines

### Pista

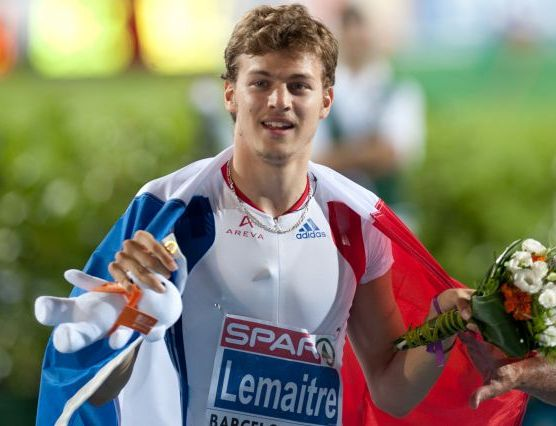
El francès Christophe Lemaitre aconseguí l'or als 100 metres masculins, 28 anys després que cap atleta blanc ho aconseguís. També va aconseguir una medalla d'or als 200 metres masculins i als 4x100 metres relleus masculins.

| Esdeveniment | Or                                                                                       | Or         | Plata                                                                            | Plata      | Bronze                                                                          | Bronze     |
| 100 metres llisos detalls | Christophe Lemaitre · França                                                             | 10.11      | Mark Lewis-Francis · Regne Unit                                                  | 10.18      | Martial Mbandjock · França                                                      | 10.18      |
| 200 metres llisos detalls | Christophe Lemaitre · França                                                             | 20.37      | Christian Malcolm · Regne Unit                                                   | 20.38 SB   | Martial Mbandjock · França                                                      | 20.42      |
| 400 metres llisos detalls | Kevin Borlée · Belgium                                                                   | 45.08 SB   | Michael Bingham · United Kingdom                                                 | 45.23      | Martyn Rooney · United Kingdom                                                  | 45.23      |
| 800 metres llisos detalls | Marcin Lewandowski · Poland                                                              | 1:47.07    | Michael Rimmer · United Kingdom                                                  | 1:47.17    | Adam Kszczot · Poland                                                           | 1:47.22    |
| 1500 metres llisos detalls | Arturo Casado · Spain                                                                    | 3:42.74    | Carsten Schlangen · Germany                                                      | 3:43.52    | Manuel Olmedo · Spain                                                           | 3:43.54    |
| 5.000 metres detalls | Mo Farah · United Kingdom                                                                | 13:31.18   | Jesús España · Spain                                                             | 13:33.12   | Hayle İbrahimov · Azerbaijan                                                    | 13:34.15   |
| 10.000 metres detalls | Mo Farah · United Kingdom                                                                | 28:24.99   | Chris Thompson · United Kingdom                                                  | 28:27.33   | Daniele Meucci · Italy                                                          | 28:27.33   |
| Marató detalls | Viktor Röthlin · Switzerland                                                             | 2:15:31    | José Manuel Martínez · Spain                                                     | 2:17:50    | Dmitri Safronov · Russia                                                        | 2:18:16    |
| 110 metres tanques detalls | Andy Turner · United Kingdom                                                             | 13.28 SB   | Garfield Darien · France                                                         | 13.34 PB   | Dániel Kiss · Hungary                                                           | 13.39      |
| 400 metres tanques detalls | David Greene · United Kingdom                                                            | 48.12 EL   | Rhys Williams · United Kingdom                                                   | 48.96 PB   | Stanislav Melnykov · Ukraine                                                    | 49.09 PB   |
| 3000 metres obstacles detalls | Mahiedine Mekhissi-Benabbad · France                                                     | 8:07.87 CR | Bouabdellah Tahri · France                                                       | 8:09.28    | Josep Lluís Blanco · Catalunya                                                  | 8:19.15 SB |
| 20km marxa detalls | Stanislav Emelianov · Russia                                                             | 1:20:10    | Alex Schwarzer · Italy                                                           | 1:20:38    | João Vieira · Portugal                                                          | 1:20:49 SB |
| 50km marxa detalls | Yohann Diniz · France                                                                    | 3:40:37 EL | Grzegorz Sudoł · Poland                                                          | 3:42:24 PB | Sergei Bakulin · Russia                                                         | 3:43:26 PB |
| 4x100 metres relleus detalls | FrançaJimmy Vicaut · Christophe Lemaitre · Pierre-Alexis Pessonneaux · Martial Mbandjock | 38.11 EL   | ItàliaRoberto Donati · Simone Collio · Emanuele Di Gregorio · Maurizio Checcucci | 38.17 NR   | AlemanyaTobias Unger · Marius Broening · Alexander Kosenkow · Martin Keller     | 38.44      |
| 4x400 metres relleus detalls | RússiaMaksim Dyldin · Aleksey Aksyonov · Vladimir Krasnov · Pavel Trenikhin              | 3:02.14    | Regne UnitConrad Williams · Michael Bingham · Martyn Rooney · Robert Tobin       | 3:02.25    | BèlgicaArnaud Destatte · Kevin Borlée · Cédric Van Branteghem · Jonathan Borlée | 3:02.60    |
| AR Rècord del continent \| CR Rècord del campionat \| NR Rècord nacional \| OR Rècord olímpic \| PB/PR Millor marca personal/Rècord personal SB Millor marca personal de la temporada \| WL Millor marca mundial de l'any \| WR Rècord del món |                                                                                          |            |                                                                                  |            |                                                                                 |            |

### Gespa
| Esdeveniment | Or                              | Or            | Plata                            | Plata    | Bronze                           | Bronze   |
| Salt d'alçada detalls | Aleksander Txustov · Russia     | 2.33          | Ivan Ukhov · Russia              | 2.31     | Martyn Bernard · United Kingdom  | 2.29     |
| Salt de perxa detalls | Renaud Lavillenie · France      | 5.85          | Maksym Mazuryk · Ukraine         | 5.80 SB  | Przemysław Czerwiński · Poland   | 5.75 SB  |
| Salt de llargada detalls | Christian Reif · Germany        | 8.47 WL/CR/PB | Kafétien Gomis · France          | 8.24 PB  | Chris Tomlinson · United Kingdom | 8.23 SB  |
| Triple salt detalls | Phillips Idowu · United Kingdom | 17.81 PB      | Marian Oprea · Romania           | 17.51 SB | Teddy Tamgho · France            | 17.45    |
| Llançament de pes detalls | Andrei Mikhnevich · Belarus     | 21.01         | Tomasz Majewski · Poland         | 21.00    | Ralf Bartels · Germany           | 20.93    |
| Llançament de disc detalls | Piotr Małachowski · Poland      | 68.87 CR      | Robert Harting · Germany         | 68.47    | Róbert Fazekas · Hungary         | 66.43 SB |
| Llançament de javelina detalls | Andreas Thorkildsen · Norway    | 88.37         | Matthias de Zordo · Germany      | 87.81 PB | Tero Pitkämäki · Finland         | 86.67    |
| Llançament de martell detalls | Libor Charfreitag · Slovakia    | 80.02         | Nicola Vizzoni · Italy           | 79.12    | Krisztián Pars · Hungary         | 79.06    |
| Decatló detalls | Romain Barras · France          | 8453 EL       | Eelco Sintnicolaas · Netherlands | 8436 PB  | Andrei Krauchanka · Belarus      | 8370 SB  |
| AR Rècord del continent \| CR Rècord del campionat \| NR Rècord nacional \| OR Rècord olímpic \| PB/PR Millor marca personal/Rècord personal SB Millor marca personal de la temporada \| WL Millor marca mundial de l'any \| WR Rècord del món |                                 |               |                                  |          |                                  |          |

## Resultats de les proves femenines

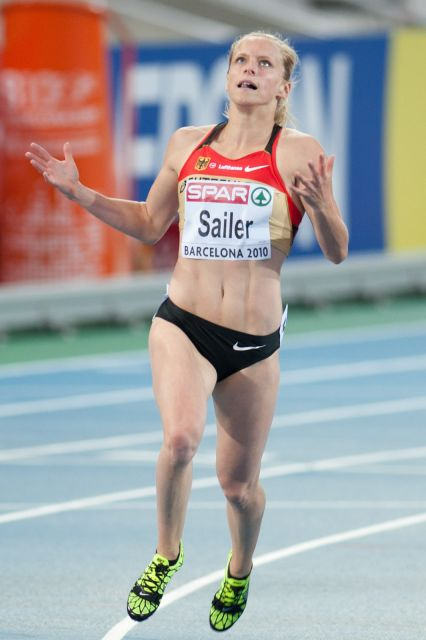
Verena Sailer.

### Pista
| Esdeveniment | Or                                                                                       | Or           | Plata                                                                            | Plata      | Bronze                                                                              | Bronze      |
| 100 metres llisos detalls | Verena Sailer · Germany                                                                  | 11.10 PB     | Véronique Mang · France                                                          | 11.11 PB   | Myriam Soumaré · France                                                             | 11.18 PB    |
| 200 metres llisos detalls | Myriam Soumaré · France                                                                  | 22.32 EL, PB | Yelizaveta Bryzhina · Ukraine                                                    | 22.44 PB   | Aleksandra Fedoriva · Russia                                                        | 22.44       |
| 400 metres llisos detalls | Tatiana Firova · Russia                                                                  | 49.89 EL     | Kseniya Ustalova · Russia                                                        | 49.92 PB   | Antonina Krivoshapka · Russia                                                       | 50.10 SB    |
| 800 metres llisos detalls | Mariya Savinova · Russia                                                                 | 1:58.22      | Yvonne Hak · Netherlands                                                         | 1:58.85 PB | Jenny Meadows · United Kingdom                                                      | 1:59.39     |
| 1500 metres llisos detalls | Nuria Fernández · Spain                                                                  | 4:00.20 PB   | Hind Dehiba · France                                                             | 4:01.17    | Natalia Rodríguez · Catalunya                                                       | 4:01.30 SB  |
| 5.000 metres llisos detalls | Alemitu Bekele · Turkey                                                                  | 14:52.20 CR  | Elvan Abeylegesse · Turkey                                                       | 14:54.44   | Sara Moreira · Portugal                                                             | 14:54.71 PB |
| 10.000 metres llisos detalls | Elvan Abeylegesse · Turkey                                                               | 31:10.23 EL  | Inga Abitova · Russia                                                            | 31:22.83   | Jéssica Augusto · Portugal                                                          | 31:25.77    |
| Marató detalls | Živilė Balčiūnaitė · Lithuania                                                           | 2:31:14 SB   | Nailiya Yulamanova · Russia                                                      | 2:32:15    | Anna Incerti · Italy                                                                | 2:32:48     |
| 100 metres tanques detalls | Nevin Yanıt · Turkey                                                                     | 12.63 NR     | Derval O'Rourke · Ireland                                                        | 12.65 NR   | Carolin Nytra · Germany                                                             | 12.68       |
| 400 metres tanques detalls | Natalia Antiukh · Russia                                                                 | 52.92 CR, EL | Vania Stambolova · Bulgaria                                                      | 53.82 NR   | Perri Shakes-Drayton · United Kingdom                                               | 54.18 PB    |
| 3000 metres obstacles detalls | Yuliya Zarudneva · Russia                                                                | 9:17.57 CR   | Marta Domínguez · Spain                                                          | 9:17.74    | Liubov Kharlàmova · Russia                                                          | 9:29.82 SB  |
| 20km marxa detalls | Olga Kaniskina · Russia                                                                  | 1:27:44, SB  | Anisia Kirdiapkina · Russia                                                      | 1:28:55    | Vera Sokolova · Russia                                                              | 1:29:32     |
| 4x100 metres relleus detalls | UkraineOlesya Povkh · Nataliya Pohrebnyak · Mariya Ryemyen · Yelizaveta Bryzhina         | 42.29 WL     | FranceMyriam Soumaré · Véronique Mang · Lina Jacques-Sébastien · Christine Arron | 42.45      | PolandMarika Popowicz · Daria Korczyńska · Marta Jeschke · Weronika Wedler          | 42.68 NR    |
| 4x400 metres relleus detalls | RussiaTatiana Firova · Anastasia Kapatxinskaia · Antonina Krivoshapka · Kseniya Ustalova | 3:21.26 WL   | GermanyJanin Lindenberg · Esther Cremer · Fabienne Kohlmann · Claudia Hoffmann   | 3:24.07    | United KingdomNicola Sanders · Marilyn Okoro · Perri Shakes-Drayton · Lee McConnell | 3:24.32     |
| AR Rècord del continent \| CR Rècord del campionat \| NR Rècord nacional \| OR Rècord olímpic \| PB/PR Millor marca personal/Rècord personal SB Millor marca personal de la temporada \| WL Millor marca mundial de l'any \| WR Rècord del món |                                                                                          |              |                                                                                  |            |                                                                                     |             |

### Gespa
| Esdeveniment | Or                             | Or              | Plata                         | Plata    | Bronze                             | Bronze   |
| Salt d'alçada detalls | Blanka Vlašić · Croatia        | 2.03 85%        | Emma Green · Sweden           | 2.01 PB  | Ariane Friedrich · Germany         | 2.01     |
| Salt de perxa detalls | Svetlana Feofanova · Russia    | 4.75 SB         | Silke Spiegelburg · Germany   | 4.65     | Lisa Ryzih · Germany               | 4.65 PB  |
| Salt de llargada detalls | Ineta Radeviča · Latvia        | 6.92 NR         | Naide Gomes · Portugal        | 6.92 SB  | Olga Kucherenko · Russia           | 6.84     |
| Triple salt detalls | Olha Saladukha · Ukraine       | 14.81 EL        | Simona La Mantia · Italy      | 14.56 SB | Svetlana Bolshakova · Belgium      | 14.55 NR |
| Llançament de pes detalls | Nadzeya Ostaptxuk · Belarus    | 20.48           | Natalia Mikhnevitx · Belarus  | 19.53    | Anna Avdeieva · Russia             | 19.39    |
| Llançament de disc detalls | Sandra Perković · Croatia      | 64.67           | Nicoleta Grasu · Romania      | 63.48    | Joanna Wiśniewska · Poland         | 62.37    |
| Llançament de javelina detalls | Linda Stahl · Germany          | 66.81 PB        | Christina Obergföll · Germany | 65.58    | Barbora Špotáková · Czech Republic | 65.36    |
| Llançament de martell detalls | Betty Heidler · Germany        | 76.38 SB        | Tatiana Lisenko · Russia      | 75.65    | Anita Włodarczyk · Poland          | 73.56    |
| Heptatló detalls | Jessica Ennis · United Kingdom | 6823 CR, WL, PB | Natalia Dobrinska · Ukraine   | 6778 PB  | Jennifer Oeser · Germany           | 6683 PB  |
| AR Rècord del continent \| CR Rècord del campionat \| NR Rècord nacional \| OR Rècord olímpic \| PB/PR Millor marca personal/Rècord personal SB Millor marca personal de la temporada \| WL Millor marca mundial de l'any \| WR Rècord del món |                                |                 |                               |          |                                    |          |

## Medaller

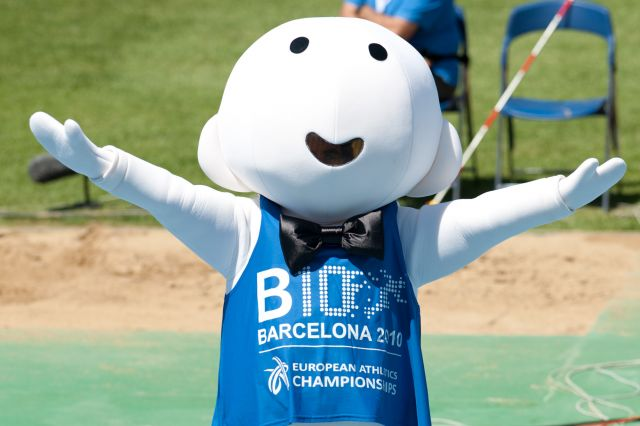
La mascota Barni.

País amfitrió 
| Posició | País                   | Or    | Plata | Bronze | Total |
| 1       | Rússia                 | 10    | 6     | 8      | 24    |
| 2       | França                 | 8     | 6     | 4      | 18    |
| 3       | Regne Unit             | 6     | 7     | 6      | 19    |
| 4       | Alemanya               | 4     | 6     | 6      | 16    |
| 5       | Turquia                | 3     | 1     | 0      | 4     |
| 6       | Espanya · ( Catalunya) | 2 (0) | 3 (0) | 3 (2)  | 8 (2) |
| 7       | Ucraïna                | 2     | 3     | 1      | 6     |
| 8       | Polònia                | 2     | 2     | 5      | 9     |
| 9       | Belarús                | 2     | 1     | 1      | 4     |
| 10      | Croàcia                | 2     | 0     | 0      | 2     |
| 11      | Bèlgica                | 1     | 0     | 2      | 3     |
| 12      | Letònia                | 1     | 0     | 0      | 1     |
| 12      | Lituània               | 1     | 0     | 0      | 1     |
| 12      | Noruega                | 1     | 0     | 0      | 1     |
| 12      | Eslovàquia             | 1     | 0     | 0      | 1     |
| 12      | Suïssa                 | 1     | 0     | 0      | 1     |
| 17      | Itàlia                 | 0     | 4     | 2      | 6     |
| 18      | Països Baixos          | 0     | 2     | 0      | 2     |
| 18      | Romania                | 0     | 2     | 0      | 2     |
| 20      | Portugal               | 0     | 1     | 3      | 4     |
| 21      | Bulgària               | 0     | 1     | 0      | 1     |
| 21      | Irlanda                | 0     | 1     | 0      | 1     |
| 21      | Suècia                 | 0     | 1     | 0      | 1     |
| 24      | Hongria                | 0     | 0     | 3      | 3     |
| 25      | Azerbaidjan            | 0     | 0     | 1      | 1     |
| 25      | Txèquia                | 0     | 0     | 1      | 1     |
| 25      | Finlàndia              | 0     | 0     | 1      | 1     |
|         | Total                  | 47    | 47    | 47     | 141   |

## Mascota
Barni va ser la mascota del Campionat i es tracta d'una figura humanoide de 2,45 metres d'alçada, de color blanc amb formes curvilínies i amb una cara rodona. Fou dissenyat per la companyia "Dortoka disseny", que va guanyar un concurs públic organitzat amb aquest motiu amb un 39% dels vots; i la construcció va ser a càrrec de Quim Guixà que també va construir altres mascotes com Cobi o Curro.